# Niethammeriodes diremptella
Niethammeriodes diremptella är en fjärilsart som beskrevs av Émile Louis Ragonot 1887. Niethammeriodes diremptella ingår i släktet Niethammeriodes och familjen mott. Inga underarter finns listade i Catalogue of Life.